# Вовчанський олійноекстракційний завод
«Вовчанський олійноекстракційний завод» — підприємство харчової промисловості. Розташовано у місті Вовчанськ Харківської області.
Наразі завод випускає таку продукцію: олія рослинна соняшникова (не рафінована) та шрот соняшниковий тостований.

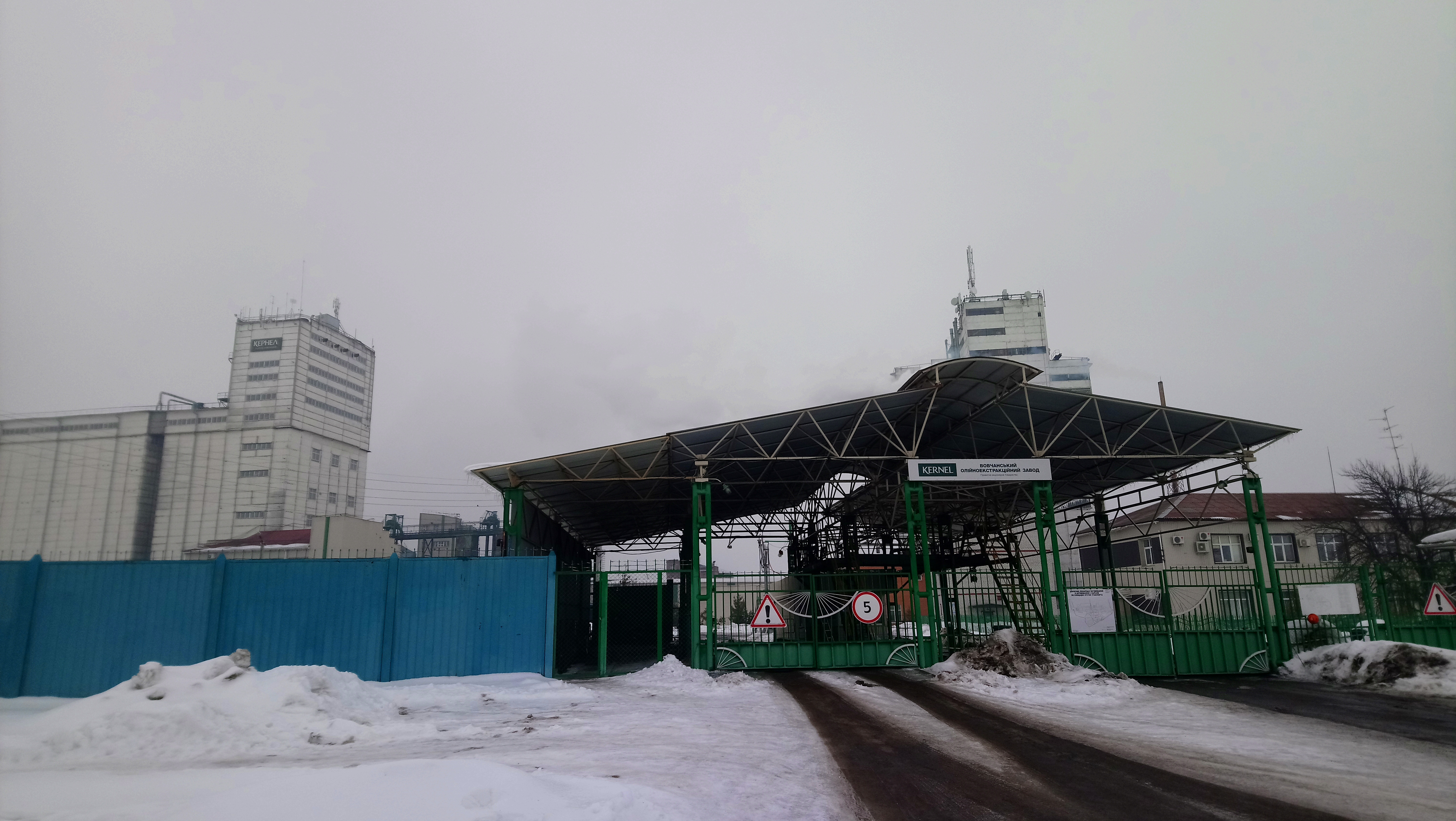
Брама (головний в'їзд) до заводу Кернел груп

## Історія
У 1860 році купець Прошкін збудував першу у Вовчанську олійницю. У 1907 році він її модернізує та встановлює новий локомобіль потужністю 75 кінських сил.
У грудні 1919 року олійниця була націоналізована. А у 1925 році почалася повна реконструкція. В 1934 році підприємство перемогло у змаганні серед заводів України.
Після технічного переозброєння у 1940 році, завод став переробляти до 100 тонн насіння на добу.
В період другої світової війни на початку осені 1941 року робота заводу у зв’язку з наближенням фронту була зупинена, обладнання було евакуйовано. В місті були створені батальйони по боротьбі з окупантами і по охороні промислових об'єктів. Бійці  винищувального батальйону на заводі охороняли цистерни з олією.
Коли німецькі окупаційні війська наблизилися до міста, бійці винищувального батальйону Жерновенко С. С. і Ковальова Я. Г. зняли золотники з парових машин та інші важливі деталі і занурили їх в річці, для того щоб окупанти не змогли запустити в роботу завод.
Після визволення Вовчанська 10 лютого 1943 року почалася відбудова заводу, а вже 10 січня 1944 року завод запрацював, і на кінець року видав 3070 тонн соняшникової олії, а в 1945 році понад 3188 тонн. 
На підприємстві в 1948 році встановлено чехословацький локомобіль з генератором на одному валу потужністю 550 кінських сил, а в 1949 році встановлено котел «Фербер» для додаткового виробітку пару.У 1958 році розпочато будівництво олійно-екстракційного цеху. У 1962 році почав діяти елеватор шроту. 
1971 рік — завод стає учасником ВДНГ (Виставки досягнень народного господарства) за удосконалення технічного процесу по виготовленню нового виду продукції — гранульованого шроту, за що було видано свідоцтво чотирьом працівникам колективу: Л. Г. Довжиковій, В. А. Дудніченко, А. М. Казенному і В. І. Галушці. На заводі багато уваги приділяли раціоналізаторським пропозиціям. Так, слюсар Ю. Лєбєдев у період 1978-79 років вніс шість пропозицій, одне з яких принесло майже 17 тисяч кіловат-годин електроенергії.
Як свідчить статистика в 1987 році олійно-екстракційний  завод став одним із найпотужніших підприємств України в галузі переробки сільгосподарської сировини. За добу тут перероблялося до 500 тонн насіння соняшнику, продуктивність становила 60 тисяч тонн олії за рік.
У 1992 році, ще як велося в СРСР, передбачалося держзамовлення на продукцію заводу, але ця схема вже не працювала. І  показники виробництва почали знижуватися.
У березні 1993 року завод став орендним підприємством, а у вересні 1995 року — закритим акціонерним товариством (ЗАТ). З другого півріччя 1995 року, було скасовано держзамовлення, завод самостійно став займатися забезпеченням сировиною та збутом продукції. 
У 1997 році ЗАТ «Вовчанський маслоекстраційний завод» було єдиним підприємством по виробництву соняшникової олії в Україні, що дало змогу досягти  приросту обсягів виробництва. У 1999 році добудовано елеватор для зберігання до 30 тис. тонн сировини.
У 2000 році колектив ЗАТ домігся найвищих результатів серед підприємств у своїй галузі:
- вироблено соняшникової олії 56,6 тис. тонн на 111,9 млн. грн. в порівнянних цінах;
- завод став лауреатом Vl Міжнародного відкритого рейтингу «Золота фортуна» в номінації «Краще підприємство». Протягом існування заводу директорами працювали Т. Г. Колесніков, Я. В. Крикун, А. В. Кандауров, Л. Г. Довжикова, О. А. Сизов, О. В. Довженко.
1995 року підприємство приватизовано.  
У 2000 році було закінчено будівництво елеватора для збереження 12 тисяч тонн насіння соняшнику, комп'ютеризовано вагове господарство заводу, встановлено ваги для великовантажних автомобілів.

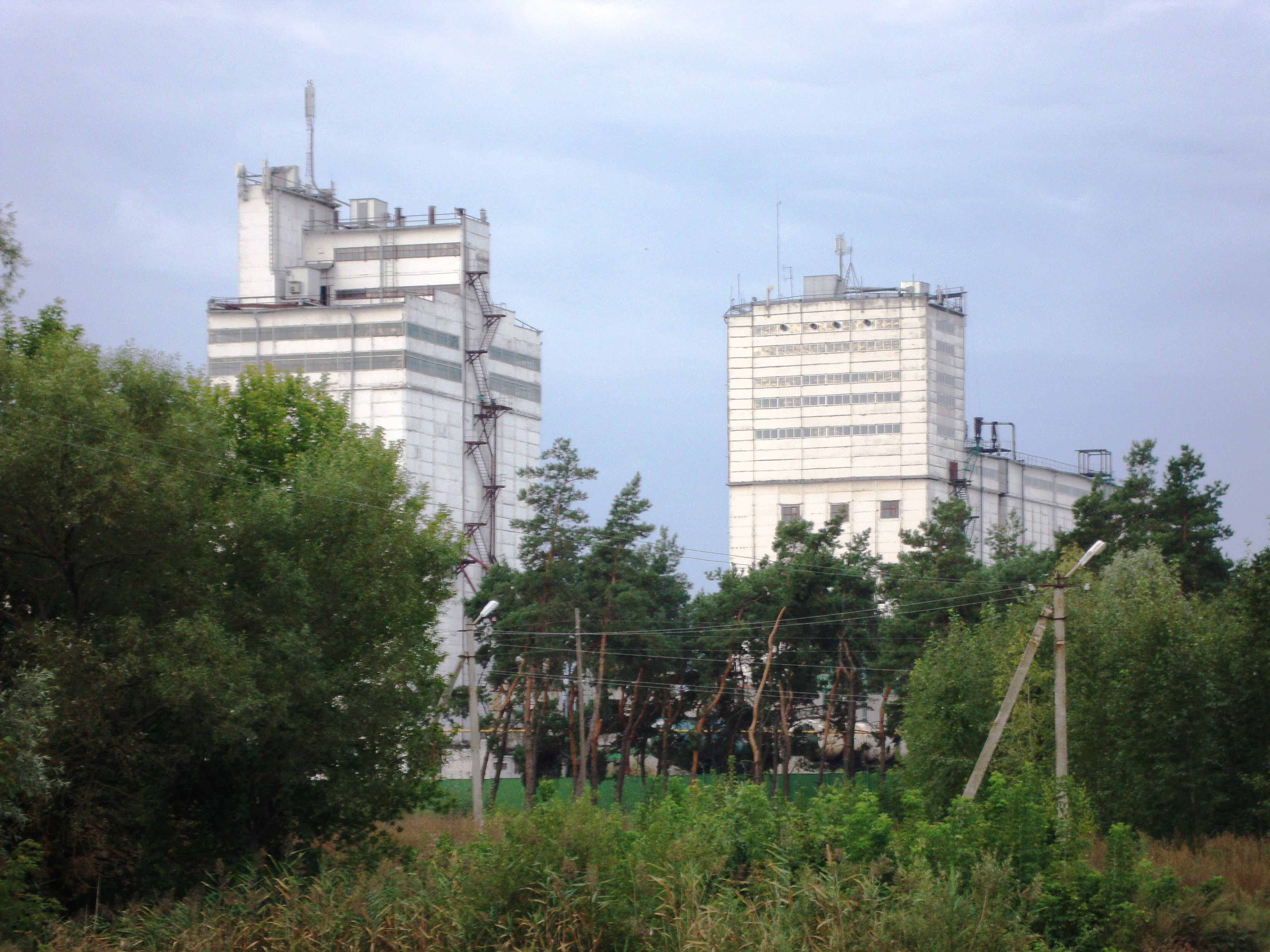
Будівлі заводу

У 2000 році завод випустив 56 549 тонн масла вартістю 113,897 млн гривень.
У 2001 році власником контрольного пакета акцій заводу стала агропромислова компанія ЗАТ "Євротек". Всього за 2001 год завод переробив 113 200 т соняшнику і виробив 50 500 т олії (загальною вартістю 101,89 млн. гривень). Всього за 2001 рік завод переробив 113 200 т соняшнику і справив 50 500 т олії (загальною вартістю 101,89 млн. гривень).
У 2002 році завод виробив продукції на суму 163,5 млн. гривень.
У 2003 році завод виробив 67 тис. тонн соняшникової олії, в 2004 році - 64 тис. тонн соняшникової олії.
У липні 2005 року завод почав виробництво фасованої гречаної крупи в пакетах ємністю 0,5 і 1 кг.
Також у 2005 році на підприємстві був побудований новий маслоекстракційний цех і встановлено сучасне обладнання компанії "Europa Crown Ltd." для екстракції насіння соняшнику, що дозволило збільшити потенційні потужності заводу по екстракції соняшникової олії до 1 тис. тонн на добу.
У 2006 році ЗАТ "Євротек" ухвалила рішення про продаж Вовчанського маслоекстракційного заводу, після чого підприємство перейшло у власність групі компаній "Кернел".
У 2008 році завод отримав ліцензію на право провадження господарської діяльності з виробництва теплової енергії на теплоелектроцентралях та установках з використанням нетрадиційних або поновлюваних джерел енергії.
2009 рік завод завершив з чистим прибутком 1,8 млн. гривень.
2010 рік завод завершив з чистим збитком 2,5 млн. гривень.
2011 рік завод завершив з чистим збитком 7,2 млн. гривень.
2013 рік завод завершив з чистим збитком 0,4 тис. гривень.
2014 рік завод завершив з чистим збитком 1,14 тис. гривень.